# Čáslavský sněm

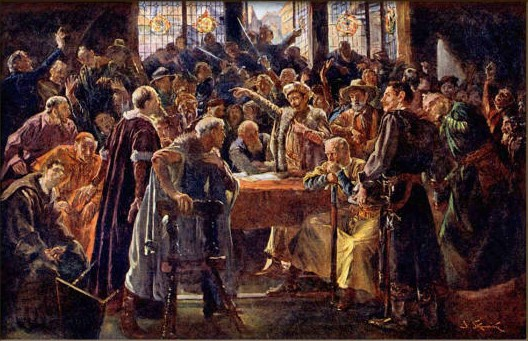
Čáslavský sněm na obraze Jana Skramlíka

Čáslavský sněm proběhl v čáslavském kostele sv. Petra a Pavla ve dnech 3.–7. června 1421. Přestože se původně mělo jednat o generální sněm zemí Koruny české, zúčastnili se ho nakonec jen zástupci orebitů, pražanů, táborů, a někteří čeští katoličtí šlechticové. Na sněmu byli přítomni i Zikmundovi zástupci Půta z Častolovic a Aleš Holický ze Šternberka, a dále i přední duchovní Konrád z Vechty, Jan Želivský a Jan z Příbrami. Moravskou šlechtu na sněmu zastupovali Vilém z Pernštejna, Jan z Lomnice, Petr Strážnický z Kravař, Jindřich z Lipé[zdroj⁠?!], Jošt z Rosic či Jan Bítovský z Lichtenburka. Jednání se týkalo prosazování čtyř artikul a uznání Zikmunda Lucemburského českým králem.

## Průběh a závěry
Jednohlasně bylo přijato prosazování a hájení Čtyř artikul pražských a to i katolíky s podmínkou, že závazek bude platit pouze dokud a pokud se podaří univerzitním mistrům obhájit pražské artikuly před mezinárodním církevním fórem. I přes snahu Zikmundových důvěrníků, kteří přednesli králův list, kde projevil vůli dále jednat o artikulech a smířlivě urovnat spor, byl označen za „zjevného tupitele pravd svatých“ a za nehodného trůnu. Bylo to v době po odražení i druhé jím vedené křížové výpravy. Část především moravské šlechty odmítla se na místě vyvázat z poslušnosti krále (někteří z nich byli přítomni jeho korunovaci v létě 1420) a vyžádala si šestitýdenní lhůtu toto učinit (tento slib nakonec nesplnili a na zemském sněmu v Brně ve dnech 11. až 14. června 1421 se od smlouvy s českými kacíři distancovali).
Byla jmenována prozatímní dvacetičlenná zemská vláda, jež měla spravovat věci veřejné do 28. září 1421 pokud do té doby nebude přijat nový král. Ve sboru zasedali:
- 2 zástupci Starého Města pražského (Jan Kněževský, Lidéř z Radkovic)
- 2 zástupci Nového Města pražského (Jan Charvát, Pavlík z domu rychtářova)
- 4 představitelé dalších královských měst (Vacek ze Žatce, Matěj Pražák z Hradce Králové, Petr Hostic z Kouřimi, Franc z Rožmitálu za Kutnou Horu)
- 2 mluvčí Tábora (Jan Žižka a Zbyněk z Buchova),
- 5 pánů (Čeněk z Vartenberka, Hynek Krušina z Lichtenburka, Oldřich Vavák z Hradce a katolíci Oldřich z Rožmberka, Jindřich Berka z Dubé)
- 5 rytířů (Jan Sádlo ze Smilkova, Oněž z Měkovic, Mikuláš Barchovec z Dašic, Jindřich z Boharyně, Milota z Chřenovic na Bohdanči)

Dále byli řešením sporů duchovní povahy pověřeni Jan Želivský a Jan z Příbrami. Na 4. červenec 1421 byla svolána do Prahy synoda, která měla vyřešit fungování církevní správy v Čechách.
Praktické výsledky sněmu byly mizivé. Moravská šlechta od husitů odpadla, prozatímní vláda v podstatě nikdy nefungovala a synoda se vlivem převratu Jana Želivského v Praze nikdy nesešla.